# Dyferencjał semantyczny
Dyferencjał semantyczny – format pytania i ilościowa metoda badania oceny wrażenia jakiegoś zjawiska bądź obiektu, jakie wywoływane są u osoby badanej, bądź też postawy wobec niego. Jest to tabela składająca się z szeregu przymiotników opozycyjnych umieszczonych na dwubiegunowej skali, budowana w taki sposób, aby powiązane ze sobą stwierdzenia nie znajdowały się na tej samej stronie skali. Liczba przeciwstawnych par przymiotników może być dowolna, ale liczba par określających wymiar (jakość) zjawiska powinna być taka sama. Nazywany jest również skalą semantyczną lub skalą Osgooda, od nazwiska jej twórcy, amerykańskiego psychologa Charlesa E. Osgooda.
Respondenci określają wrażenie, zaznaczając na skalach własny obraz zjawiska, bądź obiektu.

## Obliczanie statystyk w badaniu metodą dyferencjału semantycznego
Najprostszą formą analizy jest wykreślenie profilu graficznego porównywanych obrazów. Opozycyjne stwierdzenia grupuje się w blokach odnoszących się do tych samych wymiarów, z tym że określenia negatywne i pozytywne względem analizowanych wymiarów powinny znajdować się po tej samej stronie. Następnie łączy się linią wartości liczbowe, jakie uzyskał badany obiekt na każdej ze skal ewaluacji. Profile takie są użyteczne, jeśli badanie przeprowadza się dwukrotnie, np. drugie po pewnym czasie, aby określić zmiany profilów danego obiektu. W przypadku badania grup, określić należy wartość średnią dla każdej pary kontrastowych cech oraz odchylenie standardowe od owych średnich.
Można też obliczać wartości dla danego wymiaru poprzez sumowanie wartości liczbowych opozycji tego wymiaru, dystans semantyczny  oraz korelacje między porównywanymi obiektami.